# هي مين
هي مين (بالصينية: 何敏) هو غطاس صيني، ولد في 16 أغسطس 1992 في هنغيانغ في الصين.

## وصلات خارجية
- هي مين على موقع الاتحاد الدولي للسباحة (الإنجليزية)
- هي مين على موقع قاعدة بيانات الغوص IAT (الألمانية)
- هي مين على موقع اللجنة الأولمبية الصينية (الإنجليزية)